# The Offshore Company
The Offshore Company was een boormaatschappij die ontstond in 1953 toen de Southern Production Company in 1953 een meerderheidsbelang nam in de joint-venture Offshore Barge Drilling Corporation van Delong-McDermott. De Southern Production Company, onderdeel van Southern Natural Gas (SNG), had in 1950 al de Danciger Oil & Refining Company overgenomen, waarmee het in de olieboring ging. Met The Offshore Company begaf het bedrijf zich ook in de offshoremarkt.
In 1978 had SNG The Offshore Company volledig overgenomen dat later doorging als Sonat Offshore Drilling. In 1993 werd de vloot als spin-off neergezet als Sonat Offshore Drilling, Inc. (SODI), dat in 1996 Transocean overnam en daarna verderging als Transocean Offshore.

## Jack-ups
Daartoe werd het DeLong-platform verder ontwikkeld en in 1954 werd het hefplatform Rig 51 opgeleverd, daarvoor nog DeLong-McDermott No.1 geheten. Dit was een rechthoekig ponton met tien spudpalen. Onderaan deze palen waren spud cans bevestigd om te voorkomen dat een paal te diep in de zeebodem zou steken, wat het platform instabiel zou maken. Het hefplatform of jackup was een van de concepten waarmee werd gepoogd in steeds water te boren in de Golf van Mexico. Het werd gechartered aan Humble Oil die aanvankelijk sceptisch was, maar al snel overtuigd was van de capaciteiten van het platform. In 1955 werd Rig 52 gebouwd dat in meer dan 100 voet (30 meter) waterdiepte kon boren. In 1964 boorde het voor het eerst olie aan voor de kust van Nigeria.
Met de ronde spudpalen was een waterdiepte mogelijk van maximaal zo'n 150 voet (50 meter). Om de golfkrachten op de palen te verminderen had R.G. LeTourneau gebruikgemaakt van drie poten voorzien van een open K-vakwerkconstructie. Ook had zijn hefplatform drie poten die via een tandheugel op en neer werden gelaten in plaats van met perslucht zoals bij DeLong. Dit ontwerp maakte het mogelijk om het gewicht omlaag te brengen en daarmee de prijs. The Offshore Company besloot om voor vier poten te gaan omdat het platform daarmee makkelijker voorgedrukt kan worden en daardoor sneller te plaatsen is.
In 1963 nam The Offshore Company de Internationale Boormaatschappij (International Drilling Company, IDC) over en breidde zo uit naar de Noordzee-olievelden. Daar vroeg Phillips om jackups te laten bouwen in het Verenigd Koninkrijk. Zo liet IDC de North Star, Constellation en Orion bouwen bij John Brown & Company, speciaal ontworpen voor het zware weer op de Noordzee. In 1969 werd bij John Brown met de Offshore Mercury ook het eerste hefplatform met eigen voortstuwing geïntroduceerd.
In 1987 nam Sonat Dixilyn-Field Drilling over en daarmee vijf jackups, drie semi's en twee afzinkbare platforms.

## Boorschepen

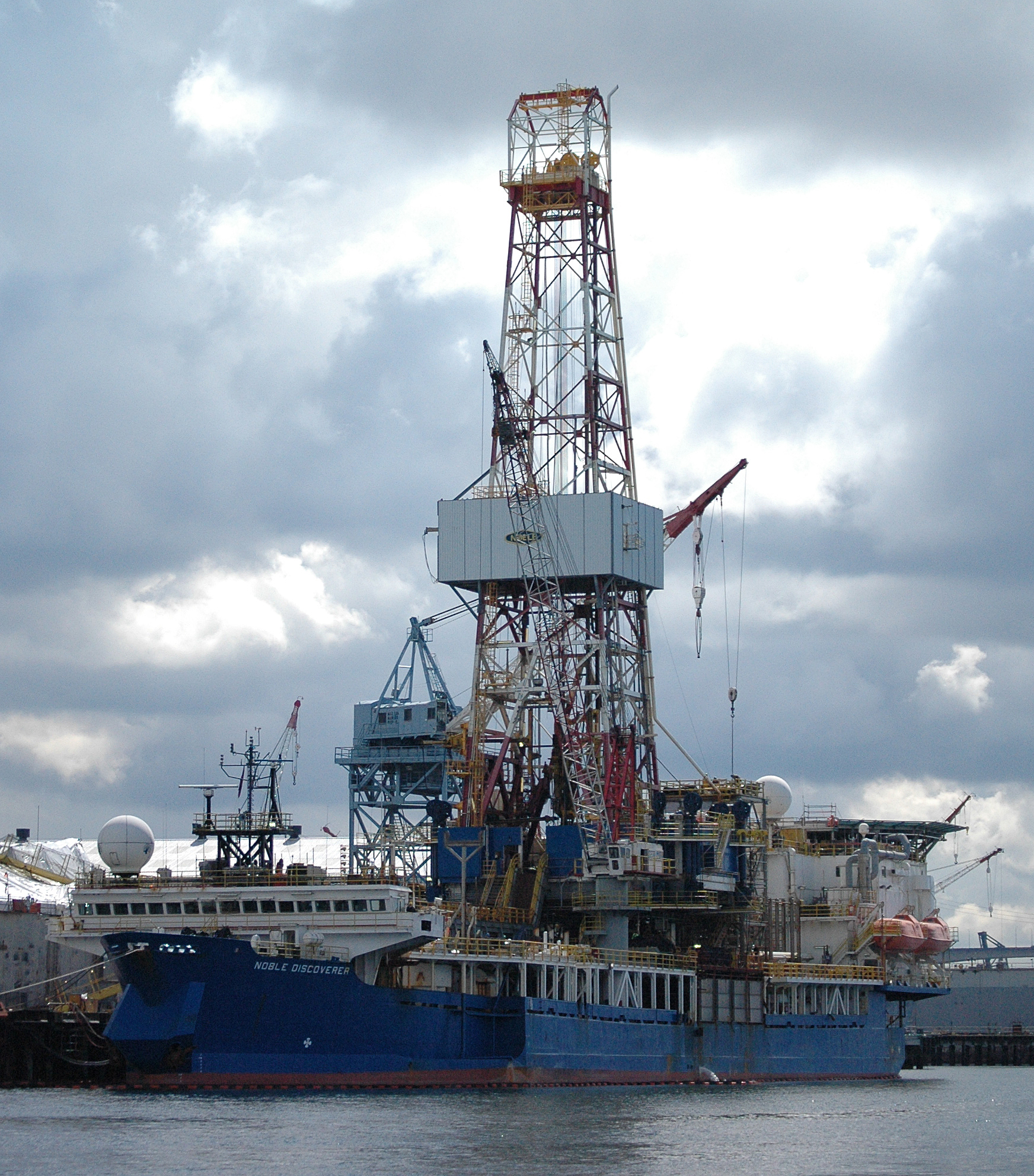
De bulkcarrier Matsuhiro Maru werd in 1976 omgebouwd tot het boorschip Discoverer 511. Hier te zien als Noble Discoverer

Naast hefeilanden zocht The Offshore Company ook naar andere concepten. Zo werd in 1959 voor het eerst olie aangeboord vanaf een drijvend ponton. In 1963 werd met de Discoverer het eerste turret moored boorschip gebouwd naar eigen ontwerp. Daarmee werden grotere waterdieptes mogelijk. Elke Discoverer daarna werd groter en kon daardoor dieper boren tot de Discoverer 534 in 1976 3400 voet bereikte. De volgende stap naar dieper water was niet meer afgemeerd via de turret, maar met een dynamisch positioneringssysteem. Zo werd de Discoverer Seven Seas gebouwd in 1976 die op 2000 m waterdiepte kon boren.

## Semi's

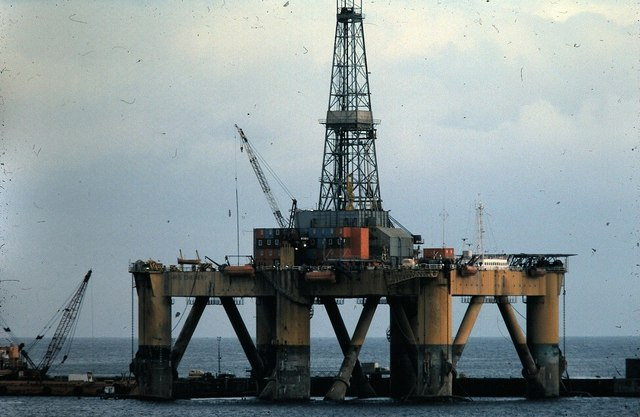
De Chris Chenery bij Peterhead in 1978

The Offshore Company was laat in de markt met halfafzinkbare boorplatforms (semi's). In 1972 was het een joint-venture met Amoco aangegaan, Amoshore, dat in 1972 bij Marathon LeTourneau de Colonel Drake bestelde. Vanwege grote vertraging bij de bouw werd deze opdracht echter geannuleerd.
Begin jaren 1970 had Shell een contract voor enkele semi's. Zo kwam The Offshore Company met de SCP III-Mark 2, nadat Shell het eerste ontwerp had afgekeurd. De Chris Chenery werd in 1974 opgeleverd en de Afortunada met grote vertraging in 1979.
Het zou tot 1984 duren voordat The Offshore Company weer een semi liet bouwen. Naar eigen ontwerp werd de Henry Goodrich gebouwd. Daarnaast werden er naar een aangepast GVA 4500-ontwerp van Götaverken Arendal (GVA) zes besteld, maar uiteindelijk werden vanwege dalende olieprijzen alleen de Sonat Pratt Rather en de Sonat George Richardson gebouwd. Sonat was sinds 1982 de nieuwe naam van Southern Natural Gas en The Offshore Company was daarna Sonat Offshore Company geworden. Met Wilh. Wilhelmsen werd de joint-venture Polar Frontier Drilling aangegaan die in 1985 de Polar Pioneer liet bouwen.
Vanuit het idee van de semi ontwikkelde Sonat daarna het idee voor een mobiel tension-leg platform, maar dit werd nooit gerealiseerd.

## Vloot
| Naam                    | Type                    | Ontwerp            | Werf                                     | Bouwjaar          | IMO     |
| ----------------------- | ----------------------- | ------------------ | ---------------------------------------- | ----------------- | ------- |
| No. 51                  | Jackup                  |                    | Consolidated Western, Orange             | 1954              |         |
| No. 52                  | Jackup                  |                    | American Bridge, Orange                  | 1955              |         |
| No. 53                  | Afzinkbaar boorplatform |                    | Alexander Shipyards, New Orleans         | 1955              |         |
| Par 1                   | Afzinkbaar boorplatform |                    | Alexander Shipyards, New Orleans         | 1955              |         |
| No. 54                  | Jackup                  |                    | American Bridge, Orange                  | 1955              |         |
| No. 55                  | Jackup                  |                    | American Bridge, Orange                  | 1956              |         |
| Rig 56                  | Jackup                  |                    |                                          | 1966              |         |
| Rig 24                  | Jackup                  |                    |                                          | 1956              |         |
| Rig 25                  | Jackup                  |                    |                                          | 1957              |         |
| Rig 26                  | Jackup                  |                    |                                          | 1966              |         |
| Offshore Pegasus        | Jackup                  |                    | Gutehoffnungshütte, Sterkrade            | 1957              |         |
| Polarcub                | Jackup                  |                    | PACECO, Alameda, 204                     | mei 1964          | 8754152 |
| Lama                    | Tender                  |                    | Levingston Shipbuilding, Orange, 586     | 23 februari 1957  | 8755948 |
| Estrellita              | Jackup                  |                    | McDermott Shipyard, Morgan City, 155     | maart 1969        | 8751227 |
| T-27                    | Tender                  |                    |                                          |                   |         |
| No. 60                  | Jackup                  |                    | McDermott Shipyard, Morgan City          | 1961              |         |
| OV-1                    | Tender                  |                    | McDermott Shipyard, Morgan City          | 1961              |         |
| Offshore Enterprise     | Jackup                  |                    | Gutehoffnungshütte                       | 1969              |         |
| Hustler                 | Jackup                  |                    | Todd Shipyards, Houston, 393             | juni 1965         |         |
| Jubilee                 | Jackup                  |                    | Levingston, Orange, 654                  | 30 september 1965 |         |
| North Star              | Jackup                  |                    | John Brown, Clydebank, 733               | 1965              | 8752958 |
| Constellation           | Jackup                  |                    | John Brown, Clydebank, 734               | 28 januari 1966   |         |
| Orion                   | Jackup                  |                    | John Brown, Clydebank, 737               | 1966              | 8750118 |
| Offshore Mercury        | Jackup                  |                    | Upper Clyde Shipbuilders, Clydebank, 743 | 1969              | 8753433 |
| Offshore Antares        | Jackup                  |                    | Bethlehem, Singapore                     | 1973              |         |
| Discoverer              | Boorschip               |                    | Southern Shipbuilding, Slidell, 56       | 1963              |         |
| Discoverer II           | Boorschip               |                    | Mitsui Zosen, Chiba, F176                | december 1967     | 6803624 |
| Discoverer III          | Boorschip               |                    | Mitsui, Tamano, F266                     | 1970              | 7019634 |
| Discoverer 511          | Boorschip               |                    | Namura Shipbuilding, Imari, 355          | 1966              | 6608608 |
| Discoverer 534          | Boorschip               |                    | Mitsui Zosen, Fujinagata, F395           | 8 augustus 1975   | 7403469 |
| Discoverer Seven Seas   | Boorschip               |                    | Mitsui, Tamano, F421                     | 1976              | 7420510 |
| Chris Chenery           | Semi                    | SCP III-Mark 2     | Blohm + Voss, Hamburg                    | 1974              | 8750730 |
| Henry Goodrich          | Semi                    | SES-5000           | Mitsui                                   | juli 1985         | 8751667 |
| Sonat Pratt Rather      | Semi                    | GVA 4500E          | DSME, 3010                               | 1987              | 8755431 |
| Sonat George Richardson | Semi                    | GVA 4500E          | DSME, 3011                               | 1988              | 8755429 |
| Polar Pioneer           | Semi                    | Sonat / Hitachi    | Hitachi Zosen, 1050                      | 24 september 1985 | 8754140 |
| Sonat Arcade Frontier   | Semi                    | Aker H-4.2         | Hyundai Heavy Industries                 | 1987              | 8752934 |
| Sonat D-F 76            | Afzinkbaar boorplatform |                    | Alabama Dry Dock, 599                    | april 1957        | 8755974 |
| Sonat D-F 77            | Afzinkbaar boorplatform |                    | Chicago Bridge & Iron Pascagoula, 5      | december 1982     | 8755986 |
| Sonat D-F 80            | Jackup                  | LeTourneau 21      | LeTourneau Vicksburg, 21                 | 20 september 1963 | 8755998 |
| Sonat D-F 84            | Jackup                  | Bethlehem          | Dorman Long Vanderbijl, N3900            | 1 juni 1977       | 8756007 |
| Sonat D-F 85            | Afzinkbaar boorplatform | Bethlehem JU-200MC | Bethlehem, 4916                          | april 1979        | 8755390 |
| Sonat D-F 86            | Jackup                  | Bethlehem          | Bethlehem, 4924                          | juli 1980         | 8755405 |
| Sonat D-F 87            | Jackup                  | Levingston 111     | Levingston, 757                          | augustus 1981     | 8755417 |
| Sonat D-F 95            | Semi                    | Pat Rutherford Sr. | Bethlehem Steel, 4882                    | december 1974     | 8750558 |
| Sonat D-F 96            | Semi                    | Pentagone          | Rauma-Repola, RR-2                       | januari 1975      | 7347421 |
| Sonat D-F 97            | Semi                    | Pentagone          | Rauma-Repola, RR-7                       | maart 1977        | 7347433 |